# 尹齊
尹齊（?—?），东郡茌平（山東省聊城市茌平縣）人，西汉政治人物。

## 生平
尹齊初為刀筆吏，後遷為御史。於張湯幕下，張湯多次稱讚尹齊廉潔。武帝使尹齊監督盜賊，誅殺不避權貴。後升關都尉，名聲大過於寧成。
武帝認為尹齊能幹，拜其為中尉。吏民益凋敝，輕齊木強少文，豪惡吏伏匿而善吏不能為治，以故事多廢，抵罪。後復為淮陽都尉。王溫舒敗後數年，病死，家直不滿五十金。所誅滅淮陽甚多，及死，仇家欲燒其屍，妻亡去，歸葬。

## 延伸阅读
[在维基数据编辑]
 《史記/卷122》，出自司馬遷《史記》
 《漢書·卷090》，出自班固《漢書》